# Coupe continentale de rink hockey 2024
Navigation
2023 2025
La Coupe continentale de rink hockey 2024 est la 43e édition de la Coupe continentale de rink hockey organisée par la World Skate Europe. Elle se déroule du 26 au 27 octobre 2024 dans le Pavilhão Dr. Salvador Machado situé à Oliveira de Azeméis au Portugal.

## Format
La compétition se déroule par un Final Four opposant le vainqueur et finaliste de la Ligue des champions de rink hockey 2023-2024 et de la WSE Cup 2023-2024.

Elle se compose en demi-finales et finale. Les matches des demi-finales sont déterminés en fonction des performances des équipes dans les compétitions européennes : Le vainqueur de chaque compétition est opposé au finaliste de l'autre compétition. Les vainqueurs s'affrontent lors de la finale.

## Clubs qualifiés
| Club             | Pays     | Épreuve qualificative                                    |
| ---------------- | -------- | -------------------------------------------------------- |
| Sporting CP      | Portugal | Vainqueur - Ligue des champions de rink hockey 2023-2024 |
| UD Oliveirense   | Portugal | Finaliste - Ligue des champions de rink hockey 2023-2024 |
| Igualada HC      | Espagne  | Vainqueur - WSE Cup 2023-2024                            |
| Follonica Hockey | Italie   | Finaliste - WSE Cup 2023-2024                            |

## Résultats

### Tableau
|  | Demi-finales     | Demi-finales     | Demi-finales    | Demi-finales    |             |             | Finale          | Finale          | Finale          | Finale          |
|  |                  |                  |                 |                 |             |             |                 |                 |                 |                 |
|  | 26 octobre 2024  | 26 octobre 2024  | 26 octobre 2024 | 26 octobre 2024 |             |             | 27 octobre 2024 | 27 octobre 2024 | 27 octobre 2024 | 27 octobre 2024 |
|  | Sporting CP      | Sporting CP      | 5 ap            | 5 ap            |             |             | 27 octobre 2024 | 27 octobre 2024 | 27 octobre 2024 | 27 octobre 2024 |
|  | Sporting CP      | Sporting CP      | 5 ap            | 5 ap            |             |             | 27 octobre 2024 | 27 octobre 2024 | 27 octobre 2024 | 27 octobre 2024 |
|  | Follonica Hockey | Follonica Hockey | 4               | 4               |             |             | 27 octobre 2024 | 27 octobre 2024 | 27 octobre 2024 | 27 octobre 2024 |
|  | Follonica Hockey | Follonica Hockey | 4               | 4               | Sporting CP | Sporting CP | 2               | 2               |                 |                 |
|  | 26 octobre 2024  |                  |                 |                 | Sporting CP | Sporting CP | 2               | 2               |                 |                 |
|  |                  |                  | UD Oliveirense  | UD Oliveirense  | 4           | 4           |                 |                 |                 |                 |
|  | Igualada HC      | Igualada HC      | UD Oliveirense  | UD Oliveirense  | 4           | 4           | 1               | 1               |                 |                 |
|  | Igualada HC      | Igualada HC      |                 |                 |             |             |                 | 1               |                 |                 |
|  | UD Oliveirense   | UD Oliveirense   | 5               | 5               |             |             |                 |                 |                 |                 |
|  | UD Oliveirense   | UD Oliveirense   | 5               | 5               |             |             |                 |                 |                 |                 |

### Demi-finale
| 26 octobre 2024 | Sporting CP | 5 - 4 ap | Follonica Hockey | Pavilhão Dr. Salvador Machado, Oliveira de Azeméis |  |
|                 |             |          |                  |                                                    |  |
|                 | Rapport     |          |                  |                                                    |  |

| 26 octobre 2024 | Igualada HC | 1 - 5 | UD Oliveirense | Pavilhão Dr. Salvador Machado, Oliveira de Azeméis |  |
|                 |             |       |                |                                                    |  |
|                 | Rapport     |       |                |                                                    |  |

### Finale
| 27 octobre 2024 | Sporting CP | 2 - 4 | UD Oliveirense | Pavilhão Dr. Salvador Machado, Oliveira de Azeméis |  |
|                 |             |       |                |                                                    |  |
|                 | Rapport     |       |                |                                                    |  |